# Burián család
A rajeczi nemes és gróf Burián család egy XVII. században nemességet kapott magyar család.

## Története
Burián György és Menyhért nevét említik először, akik 1604-ben Rudolf királytól kaptak nemesi címerlevelet. A család már régi időktől fogva a Csallóközben volt birtokos. Az 1755-ös nemesi összeírásban is szerepelt egy családtag Pozsony vármegyében, név szerint László. Meg kell említeni a családtagok közül Pál nevét, aki királyi táblai bíró volt, fia, szintén Pál, pedig főszolgabíró. A legnevezetesebb Burián mégis István, aki athéni osztrák-magyar rendkívüli követ, meghatalmazott miniszter, 1903-tól pedig közös pénzügyminiszter, majd külügyminiszter is volt. 1903-ban előbb bárói címet kapott, majd nem sokkal később már egy grófi ranggal is gazdagodott. Gyermekei nem születtek, István birtokai feleségén keresztül a Fejérváry családra szálltak.

## Címere
Borovszky leírását követve:
Czímer: kékkel és veressel vágott paizsban, hármas zöld halom középsőjén, három természetes strucztollal ékesített - a középső hatágú arany-csillaggal van megrakva - ötszögű torony, tetőzettel, fölötte két ötlevelű veres rózsával megrakott arany-pólya. Sisakdísz: nyakán hátulról, feketetollú nyíllal átdöfött természetes színű hattyú. Takarók: veresarany.